# Vilallonga del Campo
Vilallonga del Campo o simplemente Vilallonga (oficialmente y en catalán Vilallonga del Camp) es un municipio español de la comarca catalana del Tarragonés, en la provincia de Tarragona. Según datos de 2009 su población era de 1889 habitantes.

## Historia
La primera cita documental del municipio es de 1174. Estuvo en manos de la corte hasta 1391, fecha en la que el rey Juan I de Aragón vendió la villa al arzobispado de Tarragona. Más tarde estuvo en manos de la familia Montoliu quienes conservaron su posesión hasta el siglo XIV. En el siglo XVII estaba en manos de la familia Dalmases y en 1710 el señor de la villa, Pau Ignasi de Dalmases i Roc, fue nombrado por el archiduque Carlos, I marqués de Vilallonga.

## Cultura

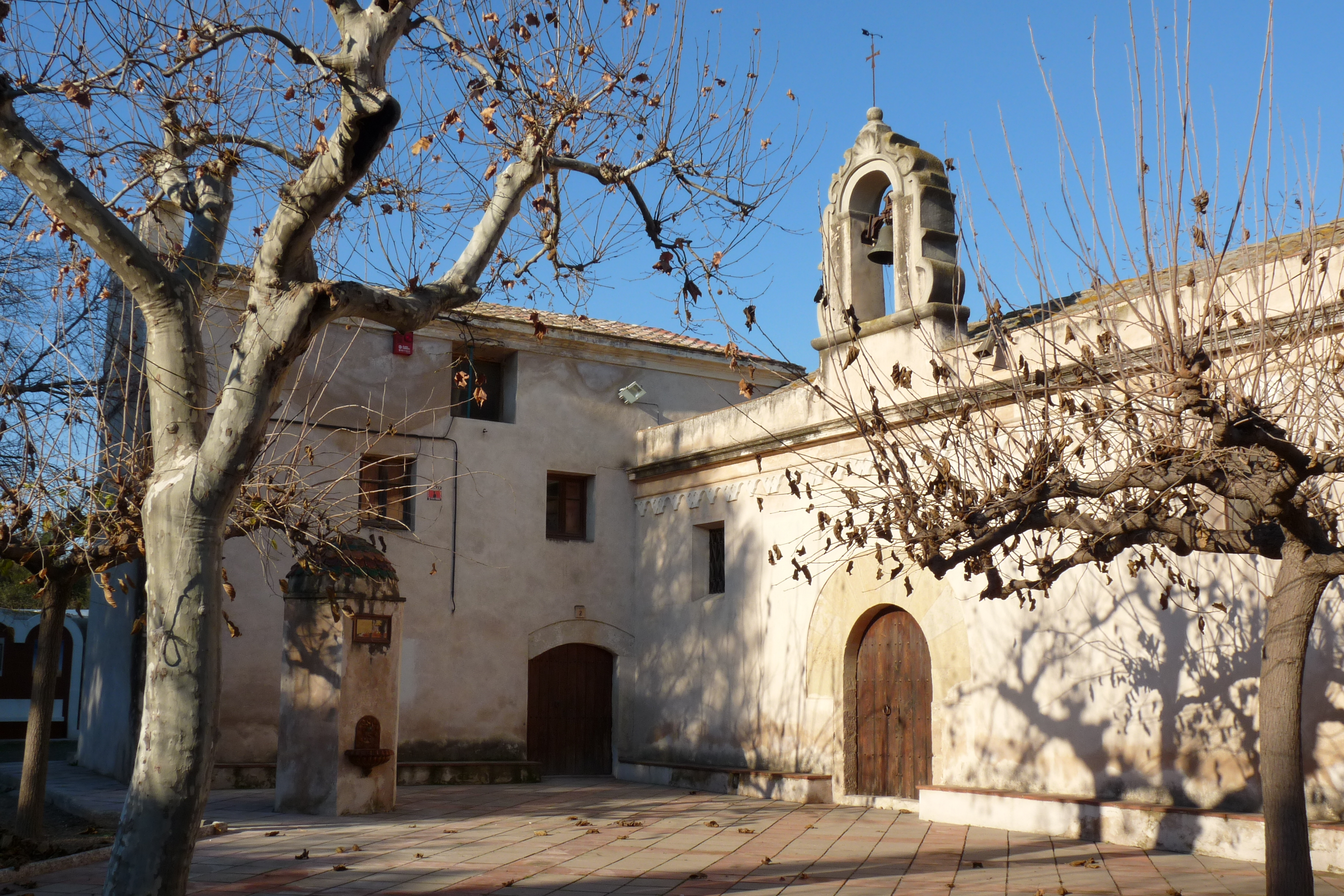
Ermita de la Virgen del Rosario

La iglesia parroquial está dedicada a San Martín. Es del siglo XVII, de estilo neoclásico y su fachada está inacabada. En la parte superior de la puerta se encuentra un relieve que representa al santo compartiendo su capa con un pobre. En la cornisa puede verse un frontón triangular que se encuentra sostenido por cuatro columnas con capiteles de orden corintio.
En las afueras del pueblo se encuentra una ermita dedicada a la Virgen del Rosario cuya fecha de construcción es desconocida. Se conserva una de las puertas de entrada de la antigua muralla de la ciudad.
Hay un museo dedicado al médico cirujano Pere Virgili. 
Hay otro museo dedicado al mundo del cine.

## Geografía humana

### Demografía
Cuenta con una población de 2451 habitantes (INE 2024).
| Gráfica de evolución demográfica de Vilallonga del Campo entre 1842 y 2021 |
| |
| Población de derecho según los censos de población del INE Población de hecho según los censos de población del INEEn estos censos se denominaba Vilallonga: 1842, 1857, 1860, 1877, 1887, 1897, 1900, 1910, 1920, 1930, 1940, 1950, 1960, 1970 y 1981 |

### Economía
La principal actividad económica del municipio es la agricultura. Destacan los cultivos de avellanos, viña, almendros, olivos y algarrobos.